# Sejm zwyczajny 1756
Sejm 1756 – sejm zwyczajny I Rzeczypospolitej, został zwołany 10 czerwca 1756 roku do Warszawy.
Sejmiki przedsejmowe w województwach odbyły się 23 sierpnia 1756 roku. 
Sejm obradował 4 października 1756 roku, ale rozszedł się bez zagajenia, ponieważ August III Sas był oblężony w Saksonii.